# Aname armigera
Aname armigera är en spindelart som beskrevs av William Joseph Rainbow och Robert Henry Pulleine 1918. Aname armigera ingår i släktet Aname och familjen Nemesiidae.
Artens utbredningsområde är Western Australia. Inga underarter finns listade i Catalogue of Life.